# International DeeJay Gigolo Records
International DeeJay Gigolo Records – niemiecka, częściowo niezależna wytwórnia płytowa, założona przez Helmuta Geiera w 1996 r.
Siedziba wytwórni, początkowo mieszcząca się w Monachium, została przeniesiona w 2000 r. do Berlina. Działalność firmy skupia się głównie na wydawaniu muzyki elektronicznej z nurtów Electro oraz Electroclash, nawiązujących stylistyką do lat 80. ubiegłego stulecia. Wydawnictwo co jakiś czas wypuszcza kompilacje typu showcase pt. We Are Gigolo. Dotychczas powstało 10 takich wydań.

## Artyści związani z wytwórnią
- Activator
- Chris Korda
- David Carretta
- Dopplereffekt
- Fischerspooner
- Hell
- Michael Borrmann
- Miss Kittin & The Hacker
- Mount Sims
- Richard Bartz
- Terence Fixmer
- Zombie Nation